# Dây hoa dẻ
Dây hoa dẻ (danh pháp: Uvaria tonkinensis) là loài thực vật có hoa thuộc họ Na. Loài này được Finet & Gagnep. mô tả khoa học đầu tiên năm 1906.